# Elena Santarelli
Elena Santarelli (Latina, 18 de agosto de 1981) es una actriz, presentadora y modelo italiana.

## Vida y carrera
Nacida en la comunidad italiana de Latina, Santarelli es sobrina del futbolista Ubaldo Righetti. Inició su carrera como modelo y debutó en la televisión de la mano del presentador Amadeus en el programa de concursos de la cadena Rai 1 L’eredità. Más adelante condujo el programa deportivo Stadio Sprint y en 2005 participó en la tercera edición del programa de telerrealidad de la Rai 2 L'Isola dei Famosi. El mismo año apareció en un calendario en la revista italiana Max. A partir de entonces se le pudo ver presentando varios programas de televisión, incluyendo a Total Request Live de MTV Italia y Kalispéra en Canale 5. También ha registrado apariciones como actriz en películas, programas de televisión y producciones teatrales.

## Plano personal
En junio de 2014 se casó con el reconocido futbolista Bernardo Corradi, popular por su paso por clubes de Italia, España e Inglaterra.